# Изосафрол
Изосафро́л — органическое вещество класса фенилпропаноидов.

## Свойства
Растворим в этаноле и органических растворителях; нерастворим в воде.

## Нахождение в природе
Содержится в иланг-иланговом и некоторых других эфирных маслах.

## Получение
Получают при щелочной изомеризации сафрола.

## Применение
Применяют как компонент отдушек для мыла и парфюмерных композиций, но главным образом как сырьё для получения гелиотропина. Является прекурсором метилендиоксиметамфетамина («экстази»).

## Законодательные запреты
Изосафрол в концентрации 15 процентов или более внесён как прекурсор в Список I (наркотические средства, психотропные вещества и их прекурсоры, оборот которых в Российской Федерации запрещён в соответствии с законодательством Российской Федерации и международными договорами Российской Федерации).